# Solfjädern
Solfjädern (engelska: Lady Windermere's Fan) är en komisk teaterpjäs i fyra akter av Oscar Wilde från 1892. 

## Handling
Pjäsen handlar om Lady Windermere, som misstänker att hennes make har en affär med en annan kvinna. Hon konfronterar honom, men trots att han förnekar det, bjuder han in den andra kvinnan, Mrs Erlynne, till sin hustrus födelsedagsbal. Djupt upprörd av sin makes förmodade otrohet bestämmer sig Lady Windermere för att hon ska lämna honom för en annan man. 

## Filmatiseringar i urval
- Lady Windermere's Fan (1916), brittisk stumfilm med Milton Rosmer och Netta Westcott som Lord Windermere och Lady Windermere.
- Hans största frestelse (1925), amerikansk stumfilm i regi av Ernst Lubitsch, med Ronald Colman, May McAvoy, Bert Lytell och Irene Rich.
- Solfjädern (1949), amerikansk film i regi av Otto Preminger med Jeanne Crain, Madeleine Carroll, Richard Greene och George Sanders.
- A Good Woman (2004), film med handlingen förflyttad till 1930-talet, med Helen Hunt, Mark Umbers, Scarlett Johansson, Stephen Campbell Moore och Tom Wilkinson.

Som operett med musik av Peter Kreuder gjorde den stor framgång med Zarah Leander och Paul Hörbiger 1964 i Wien med titeln Lady aus Paris.